# قسطنطين ليكابينوس
قسطنطين ليكابينوس أو ليكبينوس (باليونانية: Κωνσταντίνος Λακαπηνός)‏ كان الابن الثالث للإمبراطور البيزنطي رومانوس الأول ليكابينوس (حكم من 920 إلى 944)، والإمبراطور المشارك من 924 إلى 945. مع شقيقه الأكبر أسطفان، خلعا رومانوس الأول في ديسمبر 944، ولكن أطيح بهما من قبل الإمبراطور الشرعي قسطنطين السابع (حكم من 913 إلى 959) بعد بضعة أسابيع. نُفي قسطنطين إلى جزيرة ساموثريس، حيث قُتل أثناء محاولته الهرب في وقت ما بين 946 و 948.

## سيرته الذاتية

### العائلة
كان قسطنطين ليكابينوس أحد أصغر أبناء رومانوس الأول وزوجته ثيودورا. تؤكد وثائق ثيوبانيس كونتينيواتس التاريخية أن قسطنطين هو الابن الأصغر للزوجين الإمبراطوريين، فيما يتحدث مؤرخ القرن الحادي عشر، جورج كيدرينوس، عن كون قسطنطين الابن الثالث بين أربعة أبناء معروفين لرومانوس وثيودورا. من المعروف أن شقيقي قسطنطين، اللذان يكبرانه بالسن، هما كريستوفر ليكابينوس (الإمبراطور المشارك في الحكم بين عامي 921 و931)، وأسطفان ليكابينوس (الإمبراطور المشارك في الحكم بين عامي 924 و945)، ومن غير الواضح فيما إذا كان ثيوفيلاكت (بطريرك القسطنطينة) شقيق قسطنطين الأصغر أم أنه يكبره ببضع سنوات. من بين أخوات قسطنطين هيلينا، التي تزوجت قسطنطين السابع بورفروجنيتوس (الذي حكم الإمبراطورية البيزنطية بين عامي 913 و959)، وأغاثا التي تزوجت رومانوس أرغيروس. يمتلك قسطنطين ليكابينوس، على الأرجح، شقيقتين اثنتين أُخريين عرفتا فقط لزواجهما من كلٍ من المسؤول في البلاط الإمبراطوري، رومانوس موسيل، ورومانوس سارونايتس.

### فترة الحكم
وصل رومانوس ليكابينوس إلى الحكم عام 919، وذلك بعد تمكنه من تعيين نفسه وصيًا على الشاب قسطنطين السابع، وزوّجه ابنته هيلينا. في غضون عام واحد، ترقى ليكابينوس من منصب «أب الإمبراطور» إلى رتبة قيصر، وتُوّج في نهاية المطاف إمبراطورًا على الإمبراطورية البيزنطية في 17 ديسمبر من عام 920. بهدف إحكام قبضته على السلطة، وبغية استبدال السلالة المقدونية الحاكمة بأسرته، طرح قسطنطين اسم ابنه الأكبر، كريستوفر، ليستلم منصب إمبراطور مساعد في شهر مايو من عام 921، بينما أُعلن عن تعيين كل من أسطفان ليكابينوس وقسطنطين كمشاركين في الحكم في 25 ديسمبر من عام 924.
بعد الوفاة المبكرة لكريستوفر عام 930، وبالنظر إلى تهميش قسطنطين السابع، بحكم الأمر الواقع، اكتسب أسطفان وقسطنطين شهرة متزايدة، وذلك على الرغم من كون رتبتهما في مجلس الأباطرة أقل من رتبة صهرهما. تزوج قسطنطين، عام 939، زوجته الأولى، هيلينا، ابنة الشريف الأرمني أدريان. يذكر المؤرخ سيميون بأن هيلينا توفت في 14 يناير من عام 940، وتزوج قسطنطين في 2 يناير من نفس العام زوجته الثانية، ثيوفانو ماماس. رُزق قسطنطين بإبنه رومانوس، من إحدى هاتين الزوجتين. تعرض رومانوس للإخصاء في عام 945، بعد أن فقد ليكابينوس السلطة، بهدف منعه من تولي عرش الإمبراطورية البيزنطية. على الرغم من ذلك، عمل رومانوس في البلاط الإمبراطوري، ووصل في نهاية المطاف إلى منصب البطريرك، ومنصب أبرش القسطنطينية.
برز كل من أسطفان وقسطنطين ليكابينوس إلى الواجهة في عام 943، وذلك بعد معارضتهم زواج أبن أخيهما رومانوس الثاني. كان والدهما يرغب في تزويج حفيده الأكبر ليوفروسين، ابنة جنراله الناجح، جون كوركواس. على الرغم من إمكانية أن يعزز مثل هذا الزواج من ولاء الجيش بشكلٍ فعال، إلا أنه سيعزز أيضًا من شرعية السلالة المقدونية المتمثلة برومانوس الثاني ووالده قسطنطين السابع، على حساب مطالبات أبناء رومانوس بحكم الإمبراطورية. كما كان متوقعًا، عارض كل من أسطفان وقسطنطين، هذا القرار، وأقنعا والدهما، الذي كان حينها مريضًا وطاعنًا في السن، بطرد كوركواس في خريف عام 944. وتزوج رومانوس الثاني بيرثا، الابنة غير الشرعية لهيو من بورفنس، ملك إيطاليا، والتي غيرت اسمها بعد الزواج إلى إيدوكيا.